# Sistema pensionistico in Svizzera
Il sistema pensionistico svizzero, o sistema dei tre pilastri, consiste nell'insieme degli enti previdenziali che gestiscono le assicurazioni sociali obbligatorie, regolate da leggi di diritto pubblico, e dalla previdenza complementare facoltativa.

## Descrizione
Il sistema pensionistico svizzero è caratterizzato da un approccio a tre pilastri, noti come il sistema dei tre pilastri della previdenza. Questi pilastri rappresentano una combinazione di sicurezza sociale, previdenza professionale e risparmio individuale.
Il primo pilastro consiste nella previdenza statale obbligatoria, gestita dallo Stato, che fornisce una pensione di base finanziata dalle imposte. Questo pilastro mira a garantire un livello minimo di sostentamento per i pensionati.
Il secondo pilastro, obbligatorio per alcune categorie, è costituito dai fondi pensione aziendali e professionali, noti anche come previdenza professionale. Questo pilastro è finanziato sia dai datori di lavoro che dai dipendenti e fornisce una pensione complementare rispetto al primo pilastro.
Il terzo pilastro è rappresentato dai piani di risparmio individuali, come ad esempio i conti pensione individuali (terzo pilastro A) e gli investimenti privati (terzo pilastro B). Questo pilastro offre agli individui la possibilità di risparmiare volontariamente per la propria pensione al di là dei benefici forniti dai primi due pilastri.
Insieme, questi tre pilastri costituiscono il sistema pensionistico svizzero.
Il sistema pensionistico obbligatorio pubblico o primo pilastro è finanziato con l'imposizione fiscale, con l'obbligo di pagare agli enti previdenziali i contributi obbligatori per le assicurazioni obbligatorie che assumono la forma di imposte dirette o imposte indirette a seconda dei soggetti contribuenti. Il finanziamento di tali enti è integrato con trasferimenti dalla fiscalità generale.